# Nerva (Hiszpania)
Nerva – gmina w Hiszpanii, w prowincji Huelva, w Andaluzji, o powierzchni 55,4 km². W 2011 roku gmina liczyła 5766 mieszkańców.